# Ligne de Beuvry à Béthune-Rivage
La ligne de Beuvry à Béthune-Rivage est une très courte ligne ferroviaire française, reliant la gare de Beuvry (Pas-de-Calais) à celle (fermée) de Béthune-Rivage. Toujours classée bien que déposée sur presque toute sa longueur, elle constitue la ligne 290 000 du réseau ferré national.

## Histoire
La gare est ouverte en 1865 par la Compagnie du chemin de fer de Lille à Béthune et à Bully-Grenay, qui exploitait l'embryon de l'actuelle ligne de Fives à Abbeville, qui s'arrêtait alors à Béthune-Rivage, ainsi que la ligne (actuellement fermée) de Bully−Grenay à La Bassée−Violaines.
Cependant, Béthune disposait déjà d'une gare, ouverte par la Compagnie des mines de Béthune sur la ligne d'Arras à Dunkerque-Locale (concédée à la Compagnie du Nord), qui n'est autre que la gare actuelle, alors appelée « gare de la basse-ville » ou « gare de Béthune-Nord » ; cette situation faisait de Béthune un point de rupture de charge important, obligeant les voyageurs voulant passer d’une ligne à l’autre à traverser la ville à pied.
Ce n’est qu’en 1877 que la Compagnie du Nord, devenue propriétaire des deux gares et gestionnaire de la concession de la Compagnie de Lille à Béthune et à Bully−Grenay, réalisera un raccordement entre les gares de Beuvry et de Béthune-Nord, qui fait aujourd’hui partie de la ligne de Fives à Abbeville, permettant ainsi de concentrer tout le trafic dans la gare actuelle. La ligne de Beuvry à Béthune-Rivage est donc fermée au trafic voyageurs, puis au trafic marchandises.
À la dissolution de la Compagnie du chemin de fer de Lille à Béthune et à Bully-Grenay en 1883, c’est la Compagnie des chemins de fer du Nord, déjà chargée de l’exploitation des deux lignes concernées, qui reprend la ligne de Beuvry à Béthune-Rivage dans son réseau.

## État actuel
La ligne de Beuvry à Béthune-Rivage n’est plus exploitée que sur un très court tronçon après la gare de Beuvry, servant à desservir les voies mères de Béthune nos 1 et 2, menant à plusieurs embranchements particuliers d’entreprises, dont celui de l’ex-usine Bridgestone. Tout le reste de la ligne est abandonné et officiellement déposé, bien que des rails soient encore visibles dans les années 2010.